# LMP - Partit Verd d'Hongria
El LMP - Partit Verd d'Hongria (en hongarès LMP – Magyarország Zöld Pártja) és un partit polític ecologista liberal d'Hongria. Es va fundar al 2009 sota el nom de La Política pot ser diferent, (Lehet Más a Politika), modificant el seu nom al 2020.

## Història
El seu precedent es troba en una organització d'iniciativa social fundada al 2008, amb l'objectiu de regenerar la política hongaresa i liderada per l'advocat i destacat membre de la Unió Hongaresa de Llibertats Civils András Schiffer. A les primeres eleccions que van participar, les europees de 2009, el LMP va aconseguir 75,522 vots i menys del 3%, lluny del llindar per a aconseguir representació. Malgrat els resultats, a les legislatives de 2010 van pujar fins al 7.48%, obtenint 16 escons al Parlament, el seu màxim històric fins a data d'avui.
En endavant, el partit patiria pressions del Partit Socialista Hongarès (MSZP) per arribar a compromisos electorals contra Viktor Orbán, però la direcció va rebutjar les ofertes impulsant una política de tercera via entre Fidesz i el MSZP, que els consideraven culpables de polítiques desastroses durant el govern de Ferenc Gyurcsány, posant les condicions per a les posteriors victòries d'Orbán.
Aquests posicionaments intransigents del partit van provocar tensions i dissensions internes. Una facció més oberta als pactes dirigida per Benedek Jávor van proposar al Congrés de 2012 participar del projecte de Junts 2014, impulsat per l'antic Primer Ministre Gordon Bajnai, que pretenia agrupar l'oposició a Orbán. Amb una nova negativa per part del LMP, ratificada a inicis de 2013, va ser el detonant per a l'escissió d'aquesta facció, que crearien Diàleg per Hongria, un partit verd de caràcter més socioliberal i progressista. Així, el grup parlamentari va partir-se en dos, amb vuit diputats per cada sector.
A les eleccions legislatives de 2014 el partit va patir una forta davallada, amb només 5 diputats electes. Al mateix any, el LMP aconsegueix per primera i darrera vegada un eurodiputat a les eleccions europees, entrant al grup dels Verds/ALE. En posteriors eleccions el partit ha mantingut un suport més o menys constant, amb 8 diputats el 2018 i 5 diputats de nou al 2022.
Més recentment, el partit ha estat suspès del Partit Verd Europeu pel suport del LMP al candidat a alcalde de Budapest i vinculat a Fidesz Dávid Vitézy.

## Resultats electorals

### Assemblea Nacional
| Any  | Líder                             | SMCs                               | SMCs                               | MMCs                               | MMCs                               | Escons   | +/– | Govern   |
| Any  | Líder                             | Vots                               | %                                  | Vots                               | %                                  | Escons   | +/– | Govern   |
| ---- | --------------------------------- | ---------------------------------- | ---------------------------------- | ---------------------------------- | ---------------------------------- | -------- | --- | -------- |
| 2010 | András Schiffer Bernadett Szél    | 259,220                            | 5.07% (#4)                         | 383,876                            | 7.48% (#4)                         | 16 / 386 | Nou | Oposició |
| Any  | Líder                             | Circumscripcions                   | Circumscripcions                   | Llista de partit                   | Llista de partit                   | Escons   | +/– | Govern   |
| Any  | Líder                             | Vots                               | %                                  | Vots                               | %                                  | Escons   | +/– | Govern   |
| 2014 | András Schiffer Bernadett Szél    | 244,191                            | 4.97% (#4)                         | 269,414                            | 5.34% (#4)                         | 5 / 199  | 11  | Oposició |
| 2018 | Ákos Hadházy Bernadett Szél       | 312,731                            | 5.68% (#5)                         | 404,429                            | 7.06% (#4)                         | 8 / 199  | 3   | Oposició |
| 2022 | Máté Kanász-Nagy Erzsébet Schmuck | Dins la coalició Units per Hongria | Dins la coalició Units per Hongria | Dins la coalició Units per Hongria | Dins la coalició Units per Hongria | 5 / 199  | 3   | Oposició |

### Parlament Europeu
| Any  | Parlament Europeu | Parlament Europeu | Parlament Europeu | Parlament Europeu | Parlament Europeu | Pos. | Candidat        | Grup PE   |
| Any  | Vots              | %                 | +/-               | Escons            | +/−               | Pos. | Candidat        | Grup PE   |
| ---- | ----------------- | ----------------- | ----------------- | ----------------- | ----------------- | ---- | --------------- | --------- |
| 2009 | 75,522            | 2.61%             | –                 | 0 / 22            | Nou               | 5è   | Tímea Szabó     | —         |
| 2014 | 116,904           | 5.04%             | 2.43              | 1 / 21            | 1                 | 6è   | Tamás Meszerics | Verds/ALE |
| 2019 | 75,498            | 2.18%             | 2.86              | 0 / 21            | 1                 | 8è   | Gábor Vágó      | —         |
| 2024 | 39,646            | 0.87%             | 1.31              | 0 / 21            |                   | 8è   | Péter Ungár     | —         |